# 1831
1831. је била проста година.

## Догађаји

### Март
- 9. март — Краљ Луј Филип је основао Француску Легију странаца са седиштем у Алжиру.
- 29. март — Почео је босански устанак Хусеина Градашчевића.

### Август
- 26. август — 28. август – Скупштина у Крагујевцу (1831)

### Септембар
- 8. септембар — Русија је угушила Новембарски устанак када је њена војска поразила устанике под командом Хенрика Дембињског у заузела Варшаву.

### Датум непознат
- Википедија:Непознат датум — Епидемија колере у Меленцима.

## Рођења

### Март
- 3. март — Ђока Влајковић, задужбинар и добротвор, пуковник српске војске. (†1883)

### Јул
- 16. јул — Насир ел Дин Шах Каџар, персијски краљ

### Септембар
- 19. новембар — Џејмс А. Гарфилд, 20. председник САД

## Смрти

### Април
- 5. април — Дмитриј Сењавин, руски адмирал

### Јул
- 4. јул — Џејмс Монро, амерички председник.

### Септембар
- 16. новембар — Карл фон Клаузевиц, пруски генерал